# Erodium botrys
Erodium botrys — вид рослин родини геранієві (Geraniaceae). Етимологія: лат. botrys — «виноград».

## Опис
Рослина піднімається з розетки лопатевого зеленого листя з червоними черешками. Досягає у висоту 10–90 см. Листя трохи волохаті. Зонтики з 1–3(4) квітів. Має невеликі квіти, кулясті, з близько п'яти пелюсток пурпурово-лавандового кольору. Плоди подовжені, досягають 12 см в довжину. Цвіте з квітня по травень.

## Поширення
Північна Африка: Алжир; Марокко; Туніс. Західна Азія: Кіпр; Ізраїль; Ліван; Сирія; Туреччина. Європа: Білорусь; Болгарія; Колишня Югославія; Греція [вкл. Крит]; Італія [вкл. Сардинія, Сицилія]; Франція [вкл. Корсика]; Португалія [вкл. Мадейра]; Гібралтар; Іспанія [вкл. Балеарські острови, Канарські острови]. Натуралізований в деяких інших країнах.

## Галерея

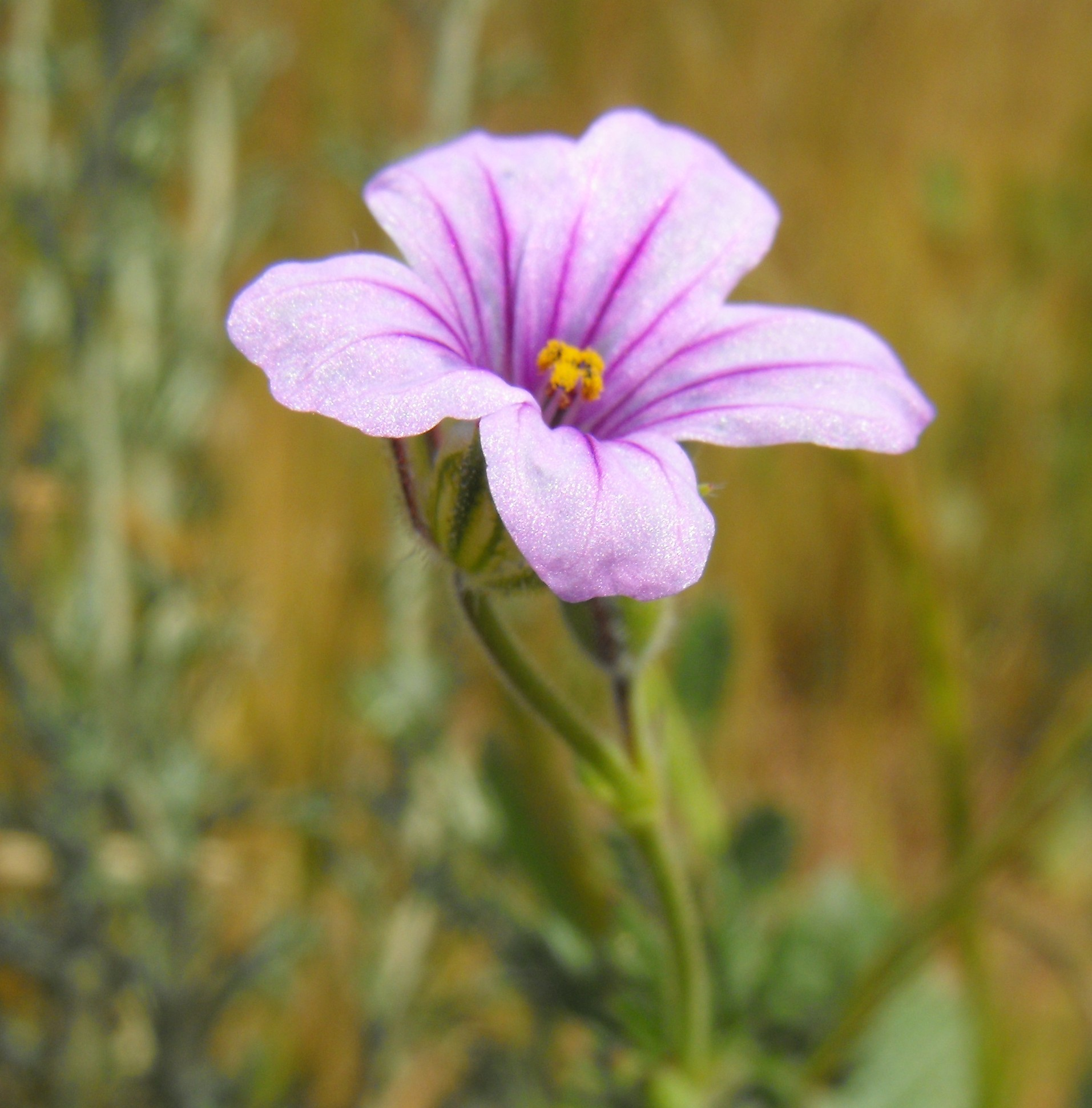
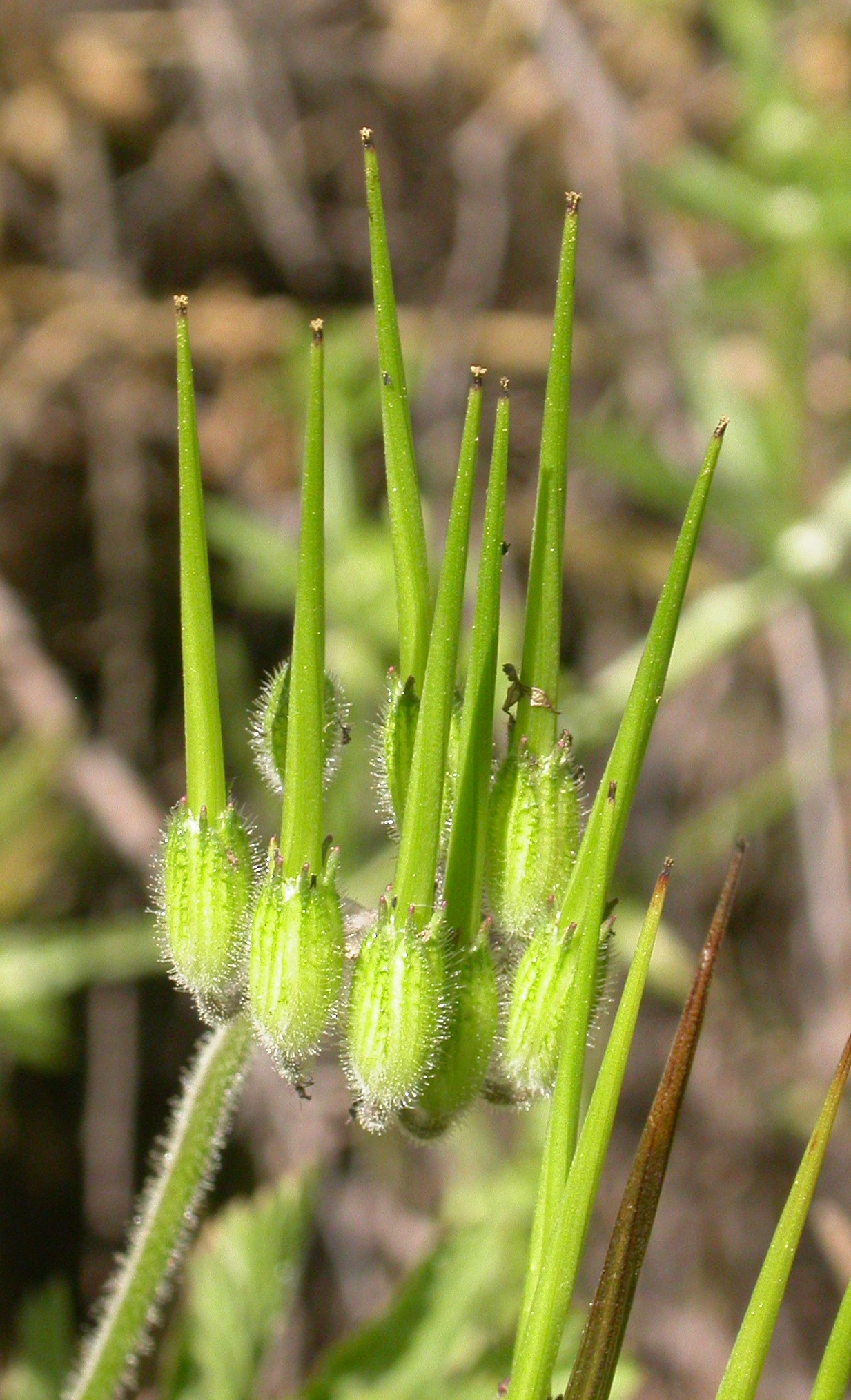